# Gebauer Ernő
Gebauer Ernő Gusztáv Antal (Hartberg, 1882. január 17. – Pécs, 1962. március 24.) festőművész.

## Családja
Édesapja, Gebauer Gusztáv erdőmérnök. Felmenői között több kiváló művész volt a festészet és a zene területén. Édesanyja, Siebenlist Mária nagyváradi születésű volt, Szegeden nevelkedett. 1934. február 5-én Budapesten kötött házasságot a tromsøi születésű Kristoffersen Ingeborg Jankával, Kristoffersen Ove András és Nordbye Jesine Mária lányával.

## Tanulmányai
Tanulmányait Grazban kezdte, majd Pécsett tanult. Az érettségi vizsgát a Pécsi Magyar Királyi Állami Főreáliskolában (a mai Széchenyi Gimnáziumban) tette le 1901-ben. Ezt követően Budapesten tanult, a Magyar Királyi Mintarajztanoda és Rajztanárképezde növendékeként, a rajztanári képesítést 1905-ben szerezte meg. Ezután 1906–1910 között Székely Bertalan tanítványaként a képzőművészeti főiskolán folytatta tanulmányait. Mint festőnövendék, többször vett részt olaszországi tanulmányúton, a mesteriskola befejezését követően is egy évet tartózkodott Itáliában.

## Művészi pályakép

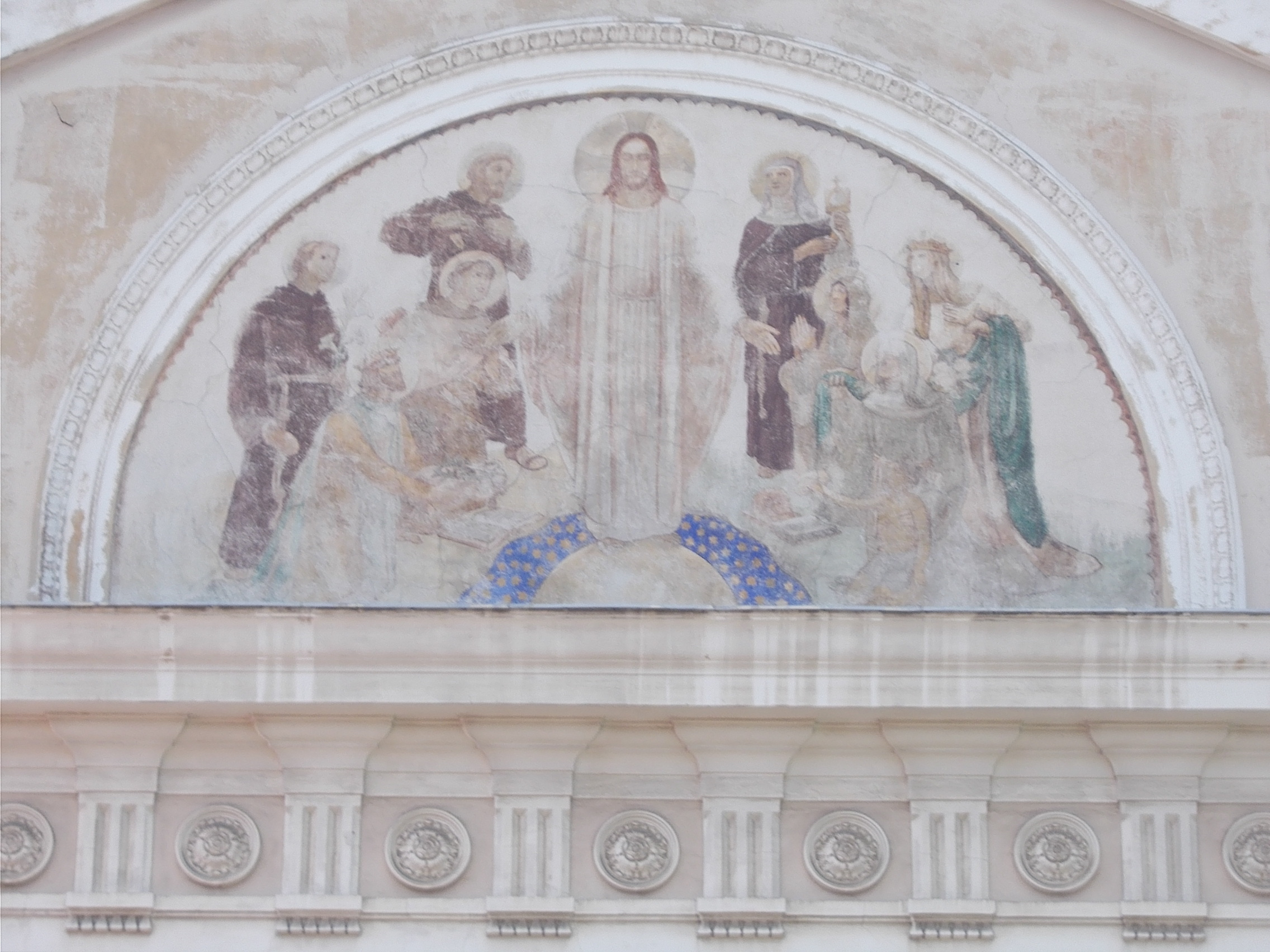
Freskója a pécsi Ferencesek temploma külső falán (1926)

Székely Bertalan tanítványának kompozíciós érzékét igen nagyra értékelte. A mester meglátása végigkísérte Gebauer egész életét, freskók és szekkók sokaságát alkotta. Vallási témájú faliképei és seccói 57, elsősorban pécsi, Baranya és Tolna vármegyei templomban csodálhatók meg. Világi témájú freskói pécsi közintézmények – többek között a Nagy Lajos Gimnázium, a pécsi belvárosi filmszínházak, továbbá az egykori pécsi „Nagycsemege” (ma étterem) – falain láthatók.
A faliképek mellett festőművészeti alkotások – olajfestmények, akvarellek – is sorra kerültek ki a keze alól. Közel hat évtizedet átívelő munkássága során portrékat, városképeket, tájképeket festett, valamint életképeket alkotott vásári forgatagról, külszíni bányajelenetről, viharról. Az 1960-ban készült, Az Apokalipszis lovasai című alkotása a Magyar Nemzeti Galéria tulajdonában van. A Szépművészeti Múzeum az új magyar képtár számára vásárolta meg egy havas pécsi tájképét. Több alkotását a pécsi Janus Pannonius Múzeum birtokolja.
Grafikai munkássága szintén szerteágazó: tervezett ex libriseket, postabélyegeket, könyvborítókat – például bátyja feleségének, Mollináry Gizella (Gebauer Gusztávné) magyar költő, írónő több könyvéhez. Illusztrált pécsi könyveket, egyházi kiadványokat. 1919–1921 között, Pécs szerb megszállása idején szükségpénzeket bocsátottak ki a városban. 1919-ben Gebauer Ernő a 100 koronás pécsi szükségpénz tervpályázatát megnyerte, majd egy évvel később ennek a tervnek az átdolgozásával került forgalomba az ötkoronás bankjegy. A második világháborút követően, 1945-ben újabb városi pénzek tervezésével bízták meg a művészt, aki ekkor a 10, 20, 50 és 100 pengős címletek terveit készítette el, de ezek megvalósítása elmaradt. Az 1925-ös genfi Eszperantó Világkongresszuson részt vett, az erre az alkalomra általa készített eszperantó képeslapok bejárták az egész világot.

## Oktatói tevékenysége
A festészet mellett oktatott is. Bár hivatásos pedagógus nem kívánt lenni, életét mégis végigkísérték a tanítványok: 1919-től működtetett festő- és rajziskolát, s még az 1950-es évek végén is számos pécsi fiatal hozzá járt tanulni. Volt, hogy egyszerre három festőiskolát vitt: a városit, a szabolcsi bányászokét és a vasutas festőiskolát. Neves tanítványai: Gádor Emil, Kelle Sándor, Őry József, Vass Bertalan.

## Közéleti tevékenysége
Gebauer Ernő élete összeforrt szeretett városával, Péccsel. A város köztiszteletben álló polgára volt: festőművészi munkája, művészetszervező tevékenysége, oktatói munkája mellett kedves és szerény személye tette népszerűvé. Tagja volt a Mecsek Egyesületnek, az Állatvédő Egyesületnek és a Pécsi Művészkörnek.

## Templomi faliképei
- Pécs, Xavér templom (1908)
- Magyarszék (1911)
- Laskafalu (1915)
- Kácsfalu (1915)
- Babarc (1927)
- Töttös (1927)
- Dúzs (1928)
- Mohács, Csatatéri emlékkápolna (1928)
- Szentdénes (1928)
- Lippó (1928)
- Nagynyárád (1929)
- Szajk (1929)
- Pécs, Lyceum-templom (1930-1931)
- Siklós (1931)
- Nagymányok (1933)
- Pécs, Ferences-templom (1933)
- Pécs, Kálvária-kápolna (1933)
- Pécs, Kórházi kápolna (1934)
- Pécs, Szeminárium (1935)
- Kisvaszar (1936)
- Mohács, kórház (1936)
- Szakály (1937)
- Vác (1937)
- Lánycsók (1938)
- Mohács, sz. (1938)
- Görcsöny (1939)
- Felsőmindszent (1939)
- Pécs, Szent Ágoston-templom (1940)
- Madaras (1942)
- Katymár (1942)
- Magyarkeszi (1942)
- Dorog (1943)
- Fazekasboda (1943)
- Hosszúhetény (1943)
- Monyoród (1943)
- Pacsér (1943)
- Lovászhetény (1943)
- Kisjakabfalva (1943)
- Versend (1941)
- Baranyaszentgyörgy (1940)
- Szágy (1940)
- Villány-Virágos (1944)
- Kárász (1944)
- Pécs, Szent István templom (1944)
- Ellend (1945)
- Berkesd (1945)
- Szilágy (1945)
- Erzsébet (1945)
- Szebény (1946)
- Pécs, Belvárosi templom (1947)
- Siklósbodony (1947)
- Kaposvár, Hősök temploma (1948–1949)[3]
- Döbrököz (1949)
- Pécs, temetői kápolna (1949)
- Pécs, Belvárosi templom altemploma (1951)
- Siklósbodony, folytatás (1950)
- Liptód (1954)
- Palkonya (1961)
- Csengőd (1960)
- Norvégia – Hvasser (1958)
- Kátoly (1961)

(Forrás: Gebauer Ernő kézírásos feljegyzése, magántulajdon)

## Faliképei pécsi közintézményekben
- Apolló mozi (1911–1912)
- Park mozi (1921)
- Uránia mozi (1936)
- Néprajzi Múzeum (1948)
- Nagycsemege (1952)
- Nagy Lajos Gimnázium (1955)
- Közgazdasági Szakközépiskola, (KIVISZ) (1960)

## Festményei
Közgyűjtemények, valamint magángyűjtemények őrzik olajfestményeit, akvarelljeit, freskóvázlatait, rajzait. A művek tételes felsorolása nem lehetséges, mivel ezekről az alkotásokról nem készült teljes lista.

## Alkalmazott grafikai munkái
- 1900 – Magyar világ Berlinben – könyvborító (Pécs)
- 1907 – Árpád és az Árpádok – 4 könyvillusztráció (Budapest)
- 1914 – Világháború Képes Naptára 1915 (Pécs)
- 1917 – A pécsi Honvédnap (1917. augusztus 4–5.) plakátja
- 1918 – Fokos – újság címlapjának grafikája
- 1919 – Pécsi szükségpénz terve, forgalomba hozatal: 1920
- 1924 – Z'Adria Mátyás: Örök élet ölében – könyvborító (Pécs)
- 1925 – Eszperantó Világkongresszus – képeslapok (Genf)
- 1927 – Az élet vándora – könyvborító (Pécs)
- 1927 – Mollináry Gizella: Asszonyi alázat – könyvborító (Budapest)
- 1929 – Mollináry Gizella: Földet érint homlokunk – könyvb. (Budapest)
- 1931 – Mollináry Gizella: Az arc elsötétül – könyvborító (Budapest)
- 1931 – Letűnt világok romjain – könyvborító (Pécs)
- 1932 – Pécs turistakaluz – illusztrációk (Pécs)
- 1933 – Pécsről a Mecsekre – illusztrációk (Pécs)
- 1933 – Pécsi-Baranyai Bibliográfia – illusztrációk (Pécs)
- 1934 – Mollináry Gizella: A kocsihajtó – könyvborító (Budapest)
- 1936 – Missa Sollemnis – plakát (Pécs)
- 1936 – Missa Sollemnis – programfüzet borító (Pécs)
- 1937 – Mollináry Gizella: Ami történik -p– könyvborító (Budapest)
- 1938 – Mit vigyünk emlékbe Pécsről? – illusztrációk (Pécs)
- 1939 – Fekete Lia: Visszanézek – könyvborító (Pécs)
- 1939 – A Mecsek részletes kalauza – illusztrációk (Pécs)
- 1940 – Pannónia Sör – plakát-naptár (Pécs)
- 1940 – Nagyhét Pécsett – borítókép, illusztrációk (Pécs)
- 1940 – Ünnep egy magyar faluban (Oslo, Norvégia)
- 1940 – Így látjuk Pécset – grafikai album Gebauer Ernő Széchenyi tér című linóleum metszetével (Pécs)
- 1941 – Pécsi Emlékalbum Gebauer Ernő 5 linóleum metszetével (Pécs)
- 1941 – Szabó Pál Zoltán: A török Pécs, 1543–1686 – illusztráció
- 1942 – A Mecsek Egyesület Évkönyve az 51. egyesületi évről – könyvborító (Pécs)
- 1943 – Dunántúl Évkönyv – könyvborító
- 1945 – Pécsi szükségpénz terve

## Díjai, elismerései
- Diplom d'honeur, Nemzeti Szalon (1928)[1]
- PKMT Weber Xavér Ferenc-díja (1930)[1]
- Pécs város díja (1932)[1]
- Szent Márton Céh plakettje (1936)[1]